# Almog Cohen
Almog Cohen (Hebreeuws: אלמוג כהן) (Beër Sjeva, 1 september 1988) is een Israëlisch voormalig betaald voetballer die doorgaans speelde als verdedigende middenvelder. Tussen 2007 en 2022 was hij actief voor Maccabi Netanja, 1. FC Nürnberg, Hapoel Tel Aviv, FC Ingolstadt 04 en opnieuw Maccabi Netanja. Cohen maakte in 2010 zijn debuut in het Israëlisch voetbalelftal en kwam uiteindelijk tot zevenentwintig interlandoptredens.

## Clubcarrière
Cohen speelde vanaf 1998 in de jeugd van Beitar Nes Tubruk en na acht jaar maakte de middenvelder de overstap naar Maccabi Netanja. Hij zou uiteindelijk drie seizoenen in het eerste elftal van Maccabi spelen. In februari 2010 tekende hij een contract 1. FC Nürnberg, dat in zou gaan in de zomer van dat jaar. Bij Nürnberg was hij twee seizoenen lang basisspeler. Op 29 januari 2011 maakte Cohen zijn eerste doelpunt voor de Duitsers, tegen Hamburger SV. Na het seizoen 2012/13 gedeeltelijk op huurbasis te hebben gespeeld voor Hapoel Tel Aviv, verkaste Cohen in de zomer van 2013 naar FC Ingolstadt 04. Met Ingolstadt promoveerde hij in 2015 naar de Bundesliga. Een jaar later werd zijn contract verlengd tot medio 2018 en een jaar later met nog drie extra seizoenen na de degradatie van Ingolstadt naar de 2. Bundesliga. In 2019 keerde Cohen terug naar Israël en naar zijn oude club Maccabi Netanja. In februari 2022 besloot Cohen op drieëndertigjarige leeftijd een punt te zetten achter zijn actieve loopbaan, waarop hij technisch directeur werd bij Maccabi Netanja.

## Clubstatistieken
| Seizoen | Club              | Competitie    | Competitie | Competitie | Beker | Beker | Internationaal | Internationaal | Totaal | Totaal |
| Seizoen | Club              | Competitie    | Wed.       | Dlp.       | Wed.  | Dlp.  | Wed.           | Dlp.           | Wed.   | Dlp.   |
| ------- | ----------------- | ------------- | ---------- | ---------- | ----- | ----- | -------------- | -------------- | ------ | ------ |
| 2006/07 | Maccabi Netanja   | Ligat Ha'Al   | 7          | 0          | 4     | 0     | —              | —              | 11     | 0      |
| 2007/08 | Maccabi Netanja   | Ligat Ha'Al   | 28         | 0          | 9     | 0     | —              | —              | 37     | 0      |
| 2008/09 | Maccabi Netanja   | Ligat Ha'Al   | 23         | 1          | 9     | 0     | —              | —              | 32     | 1      |
| 2009/10 | Maccabi Netanja   | Ligat Ha'Al   | 31         | 7          | 2     | 0     | 4              | 0              | 37     | 7      |
| 2010/11 | 1. FC Nürnberg    | Bundesliga    | 25         | 2          | 2     | 0     | —              | —              | 27     | 2      |
| 2011/12 | 1. FC Nürnberg    | Bundesliga    | 24         | 0          | 2     | 0     | —              | —              | 26     | 0      |
| 2012/13 | 1. FC Nürnberg    | Bundesliga    | 9          | 0          | 0     | 0     | —              | —              | 9      | 0      |
| 2012/13 | → Hapoel Tel Aviv | Ligat Ha'Al   | 12         | 1          | 2     | 0     | —              | —              | 14     | 1      |
| 2013/14 | FC Ingolstadt 04  | 2. Bundesliga | 22         | 1          | 3     | 0     | —              | —              | 25     | 1      |
| 2014/15 | FC Ingolstadt 04  | 2. Bundesliga | 5          | 0          | 0     | 0     | —              | —              | 5      | 0      |
| 2015/16 | FC Ingolstadt 04  | Bundesliga    | 20         | 0          | 0     | 0     | —              | —              | 20     | 0      |
| 2016/17 | FC Ingolstadt 04  | Bundesliga    | 31         | 7          | 2     | 0     | —              | —              | 33     | 7      |
| 2017/18 | FC Ingolstadt 04  | 2. Bundesliga | 27         | 2          | 3     | 1     | —              | —              | 30     | 3      |
| 2018/19 | FC Ingolstadt 04  | 2. Bundesliga | 21         | 1          | 1     | 0     | —              | —              | 22     | 1      |
| 2019/20 | Maccabi Netanja   | Ligat Ha'Al   | 24         | 0          | 4     | 0     | —              | —              | 28     | 0      |
| 2020/21 | Maccabi Netanja   | Ligat Ha'Al   | 24         | 0          | 6     | 0     | —              | —              | 30     | 0      |
| 2021/22 | Maccabi Netanja   | Ligat Ha'Al   | 5          | 0          | 0     | 0     | —              | —              | 5      | 0      |
| Totaal  | Totaal            | Totaal        | 348        | 22         | 49    | 1     | 4              | 0              | 391    | 23     |

## Interlandcarrière
Cohen maakte op 2 september 2010 zijn debuut in het Israëlisch voetbalelftal. Op die dag werd een kwalificatieduel voor het EK 2012 met Malta met 3–1 gewonnen. Cohen begon als basisspeler aan de wedstrijd en mocht van bondscoach Luis Fernández de volle negentig minuten vol te maken. De andere debutanten deze wedstrijd waren Dani Bondar, Eran Zahavi (beiden Hapoel Tel Aviv) en Eyal Golasa (Maccabi Haifa). Na een afwezigheid van vier jaar werd Cohen vanaf 2016 weer opgeroepen voor het nationale elftal.
| Interlands van Almog Cohen voor Israël | Interlands van Almog Cohen voor Israël | Interlands van Almog Cohen voor Israël | Interlands van Almog Cohen voor Israël | Interlands van Almog Cohen voor Israël | Interlands van Almog Cohen voor Israël |
| №                                      | Datum                                  | Wedstrijd                              | Uitslag                                | Competitie                             | Goals                                  |
| Als speler bij 1. FC Nürnberg          | Als speler bij 1. FC Nürnberg          | Als speler bij 1. FC Nürnberg          | Als speler bij 1. FC Nürnberg          | Als speler bij 1. FC Nürnberg          | Als speler bij 1. FC Nürnberg          |
| -------------------------------------- | -------------------------------------- | -------------------------------------- | -------------------------------------- | -------------------------------------- | -------------------------------------- |
| 1                                      | 2 september 2010                       | Israël – Malta                         | 3 – 1                                  | EK 2012 kwalificatie                   |                                        |
| 2                                      | 7 september 2010                       | Georgië – Israël                       | 0 – 0                                  | EK 2012 kwalificatie                   |                                        |
| 3                                      | 9 oktober 2010                         | Israël – Kroatië                       | 1 – 2                                  | EK 2012 kwalificatie                   |                                        |
| 4                                      | 12 oktober 2010                        | Griekenland – Israël                   | 2 – 1                                  | EK 2012 kwalificatie                   |                                        |
| 5                                      | 17 november 2010                       | Israël – IJsland                       | 3 – 2                                  | Vriendschappelijk                      |                                        |
| 6                                      | 9 februari 2011                        | Israël – Servië                        | 0 – 2                                  | Vriendschappelijk                      |                                        |
| 7                                      | 29 maart 2011                          | Israël – Georgië                       | 1 – 0                                  | EK 2012 kwalificatie                   |                                        |
| 8                                      | 4 juni 2011                            | Letland – Israël                       | 1 – 2                                  | EK 2012 kwalificatie                   |                                        |
| 9                                      | 10 augustus 2011                       | Ivoorkust – Israël                     | 4 – 3                                  | Vriendschappelijk                      |                                        |
| 10                                     | 2 september 2011                       | Israël – Griekenland                   | 0 – 1                                  | EK 2012 kwalificatie                   |                                        |
| 11                                     | 11 oktober 2011                        | Malta – Israël                         | 0 – 2                                  | EK 2012 kwalificatie                   |                                        |
| 12                                     | 29 februari 2012                       | Israël – Oekraïne                      | 2 – 3                                  | Vriendschappelijk                      |                                        |
| 13                                     | 11 september 2012                      | Israël – Rusland                       | 0 – 4                                  | WK 2014 kwalificatie                   |                                        |
| Als speler bij FC Ingolstadt 04        |                                        |                                        |                                        |                                        |                                        |
| 14                                     | 23 maart 2016                          | Kroatië – Israël                       | 2 – 0                                  | Vriendschappelijk                      |                                        |
| 15                                     | 6 oktober 2016                         | Macedonië – Israël                     | 1 – 2                                  | WK 2018 kwalificatie                   |                                        |
| 16                                     | 9 oktober 2016                         | Israël – Liechtenstein                 | 2 – 1                                  | WK 2018 kwalificatie                   |                                        |
| 17                                     | 12 november 2016                       | Albanië – Israël                       | 0 – 3                                  | WK 2018 kwalificatie                   |                                        |
| 18                                     | 24 maart 2017                          | Spanje – Israël                        | 4 – 1                                  | WK 2018 kwalificatie                   |                                        |
| 19                                     | 6 juni 2017                            | Israël – Moldavië                      | 1 – 1                                  | Vriendschappelijk                      |                                        |
| 20                                     | 11 juni 2017                           | Israël – Albanië                       | 0 – 3                                  | WK 2018 kwalificatie                   |                                        |
| 21                                     | 2 september 2017                       | Israël – Noord-Macedonië               | 0 – 1                                  | WK 2018 kwalificatie                   |                                        |
| 22                                     | 5 september 2017                       | Italië – Israël                        | 1 – 0                                  | WK 2018 kwalificatie                   |                                        |
| 23                                     | 9 oktober 2017                         | Israël – Spanje                        | 0 – 1                                  | WK 2018 kwalificatie                   |                                        |
| 24                                     | 24 maart 2018                          | Israël – Roemenië                      | 1 – 2                                  | Vriendschappelijk                      |                                        |
| 25                                     | 20 november 2018                       | Schotland – Israël                     | 3 – 2                                  | Nations League 2018/19                 |                                        |
| 26                                     | 21 maart 2019                          | Israël – Slovenië                      | 1 – 1                                  | EK 2020 kwalificatie                   |                                        |
| 27                                     | 24 maart 2019                          | Israël – Oostenrijk                    | 4 – 2                                  | EK 2020 kwalificatie                   |                                        |

## Erelijst
| 2. Bundesliga | 1 | 2014/15 |